# Azuragrion vansomereni
Azuragrion vansomereni là một loài chuồn chuồn kim thuộc họ Coenagrionidae. Loài này có ở Cameroon, Bờ Biển Ngà, Ethiopia, Gambia, Ghana, Nigeria, Senegal, Sudan, Togo, Uganda, và có thể cả Angola. Môi trường sống tự nhiên của chúng là xavan khô, xavan ẩm, vùng cây bụi khô khu vực nhiệt đới hoặc cận nhiệt đới, vùng cây bụi ẩm khu vực nhiệt đới hoặc cận nhiệt đới, đồng cỏ khô nhiệt đới hoặc cận nhiệt đới vùng đất thấp, đầm nước ngọt, và đầm nước ngọt có nước theo mùa.